# Landgoed Slangenburg

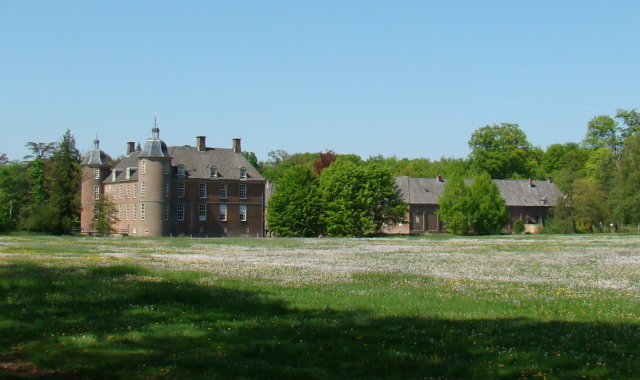
Zicht op het kasteel, omliggend het landgoed

Landgoed Slangenburg is een Nederlands 17e-eeuws landgoed van bijna 600 hectare bestaande uit bossen, akkers, lanen, grachten, vijvers en weilanden nabij Doetinchem. Op het landgoed bevinden zich het kasteel Slangenburg en de Sint-Willibrordsabdij.

## Geschiedenis

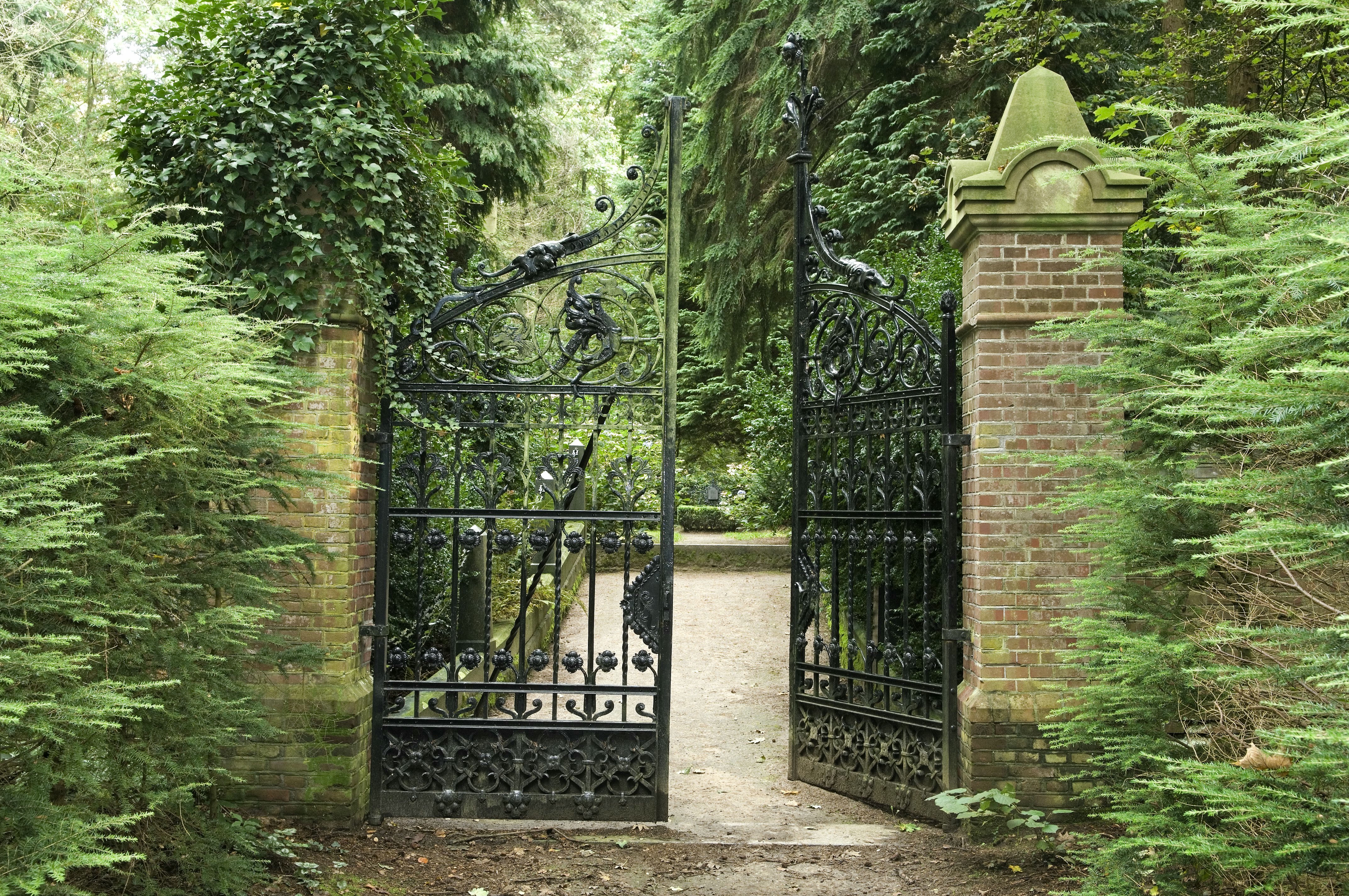
Toegangshek naar de begraafplaats

Het landgoed werd na de Tweede Wereldoorlog als Duits bezit verbeurd verklaard.
De centrale as en oprijlaan van het lanenstelsel is anderhalf kilometer lang. Aan de weerszijden bevinden zich twee vijvers. Het park werd door Frederik Johan van Baer gerealiseerd. Op het landgoed zijn gelegen het kasteel Slangenburg en de 20e-eeuwse Benedictijner Sint-Willibrordsabdij.
Ten oosten van het hertenkamp ligt een rijksmonumentale begraafplaats. Het is een vierkante ommuurde en omgrachte begraafplaats. In de muur bevindt zich een vroeg-18e-eeuws Italiaans hekwerk.
Er zijn vijf eigenaren en beheerders van het landgoed, gemeente Doetinchem, de stichting Monumenten Bezit (eigenaar van het kasteel), de stichting Gastenhuis De Slangenburg, de Sint Willibrordsabdij en Staatsbosbeheer.
Anno 2016 en 2017 bestaat er een discussie over de toekomst van het landgoed, waarbij men keuzes moet maken tussen het gebied als stiltegebied versus recreatie en toerisme om daarin een gulden middenweg te vinden. Sinds 2017 is er bij het koetshuis van het kasteel een terras gekomen. Andere plannen betreffen een Engelse landschapstuin en het voornemen om meer te doen met het Pieterpad dat door het landgoed loopt.